# Aquafaba

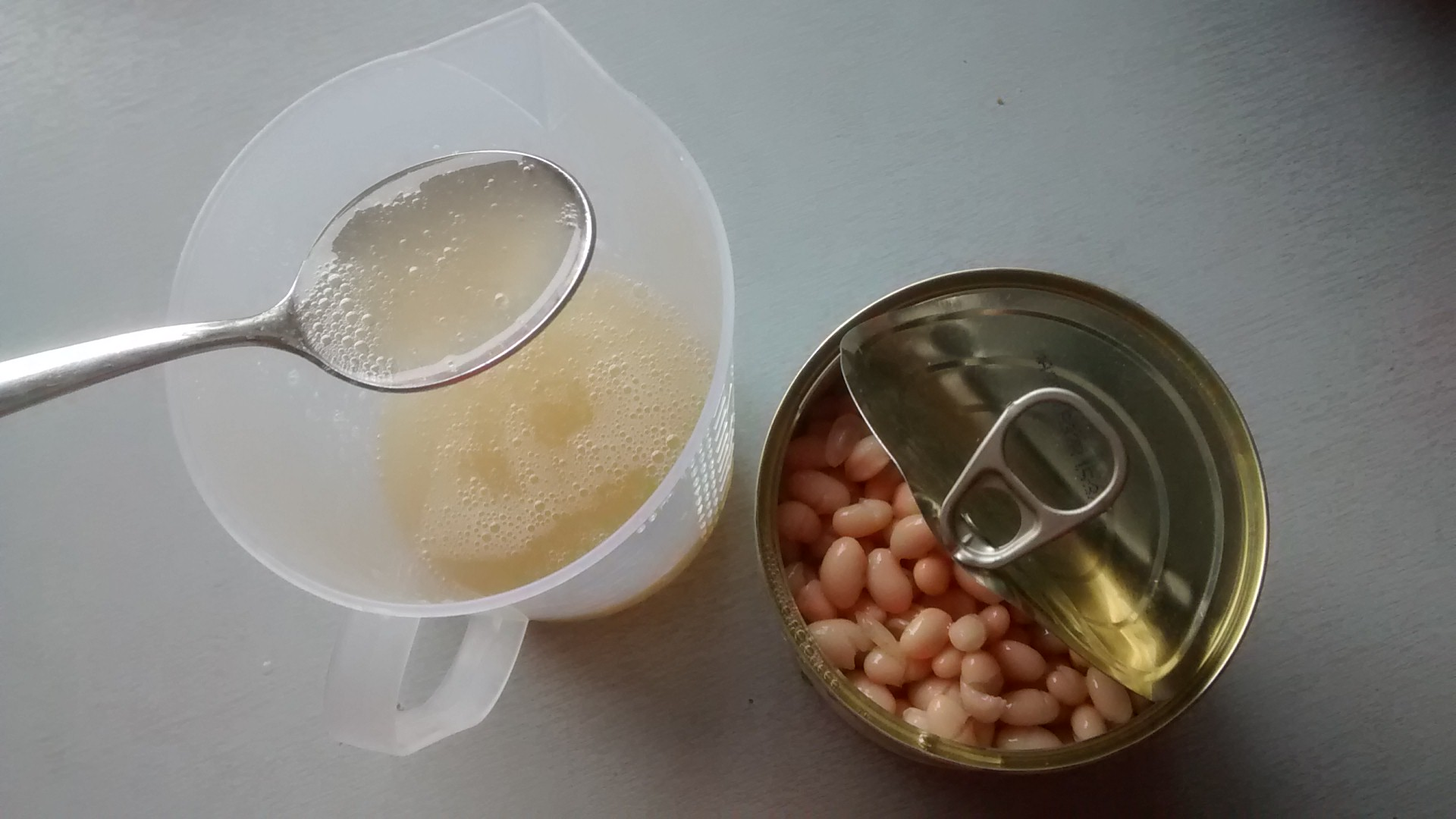
Zalewa odsączona z puszki fasoli konserwowej.

Aquafaba – woda po gotowaniu ciecierzycy lub zalewa pozostała po ciecierzycy konserwowej.
Ma zastosowanie w kuchni wegetariańskiej i wegańskiej, ponieważ zachowuje się podobnie jak jajko:
- emulguje w majonez,
- wiąże ciasto naleśnikowe,
- zredukowana ubija się na pianę, podobnie jak białko jaja wobec czego może być wykorzystana do przygotowywania kremów, bez, biszkoptów.